# Samantha de Grenet
Samantha de Grenet (Roma, 9 novembre 1970) è una conduttrice televisiva, showgirl ed ex modella italiana.

## Biografia

### Origini
Nata a Roma da famiglia aristocratica franco-napoletana (discendente dell'ammiraglio e senatore del Regno Francesco Grenet), è figlia secondogenita di Mario de Grenet (figlio di Ugo de Grenet e di Amalia de Sangro, principessa di Fondi) e di Gabriella Marina. Ha un fratello, Fabio ed una sorella, Ilaria. Il nonno paterno, Ugo de Grenet, di antica famiglia nobile francese emigrata a Napoli dopo la caduta di Carlo X, tenente di vascello, era figlio di Mario de Grenet e di donna Laura Gaetani dell'Aquila d'Aragona dei principi di Piedimonte. La nonna paterna, donna Amalia de Sangro, principessa di Fondi, era figlia del principe don Oderisio de Sangro e di Giuseppina dei Conti Viti. Lo zio, Oderisio de Grenet, aveva il titolo di barone.

### Attività artistica
Artisticamente è scoperta a soli 14 anni (è il settembre 1985) da Riccardo Gay, proprietario della famosa agenzia di modelle. Partecipa al concorso Fotomodella dell'Anno (edizione vinta da Francesca Romana Longo), molto apprezzata dalla giuria ma non può esserle riconosciuto alcun titolo a causa del mancato compimento del quindicesimo anno d'età. Le viene così assegnato un premio speciale dalla giuria e da lì iniziano i suoi primi passi nel mondo della moda. A partire dal 1987 comincia a partecipare come modella a tutte le edizioni di Donna sotto le stelle. Nello stessoperiodo prende parte come attrice a numerosi spot e campagne pubblicitarie per stampa e tv.
Nel 1992 appare nella sigla di testa di Svalutation, programma di Adriano Celentano andato in onda in due puntate su Rai 3 e condotto assieme a Bruno Gambarotta. Nel 1993 ha il suo primo ruolo rilevante in un programma televisivo partecipando in qualità di inviata alla trasmissione di Italia 1 Modapolis. Nello stesso anno è nella giuria del concorso di bellezza Bellissima, la risposta di Mediaset al Miss Italia trasmesso dalla Rai. Nella stagione 1994-1995 è tra le presentatrici di due edizioni del programma tv musicale Jammin su Italia 1. Nella successiva stagione 1995-1996 è ancora su Italia 1, al fianco di Paolo Calissano, con il programma di video amatoriali 8 mm.
Tra le due esperienze, ottiene una parte nel film cinematografico Ragazzi della notte, diretto da Jerry Calà. Nel 1996 cura una rubrica di bellezza per Chi c'è... c'è, trasmissione di gossip con Silvana Giacobini in onda su Rete 4. Nel maggio del 1997 gira il film per la tv I misteri di Cascina Vianello, con Sandra Mondaini e Raimondo Vianello, mentre a ottobre passa a Rai 1 conducendo Kermesse, programma di moda sulle sfilate milanesi. Nel 1998 è la co-conduttrice per TMC di Tappeto Volante, al fianco di Luciano Rispoli. Nel 1999 è in prima serata su Rai 1, assieme a Gigi Sabani e Rosita Celentano, con il varietà Sette per uno. Dal settembre 1999 al gennaio 2000 è nuovamente su Italia 1, con la striscia quotidiana Candid Camera Show, condotta insieme a Fabio Volo. Dal gennaio 2000, in compagnia di Marco Balestri, forma con Alessia Merz e Filippa Lagerbäck, il trio di conduttrici delle Candid Angels, nome anche del titolo del programma serale settimanale sempre basato sulle candid camera.
A partire dal settembre dello stesso anno, arriva la nuova striscia quotidiana Candid & Video Show, condotta stavolta assieme al campione di basket Gianmarco Pozzecco; inoltre conduce nuovamente in prima serata la seconda edizione di Candid Angels. È del 2000 la conduzione estiva del programma musicale Express on the Beach su Italia 1. Nello stesso periodo, sempre su Italia 1, conduce Beach party. Nel settembre 2001 accetta di posare per il calendario sexy 2002 di Maxim, le cui foto sono girate in un setting tropicale. Nello stesso anno gira lo spot pubblicitario del Consorzio Gorgonzola. Nel 2002 conduce la trasmissione di viaggi In Tour, su Italia 1 all'ora di pranzo. Nel luglio 2003 presenta in prima serata, su Rai 1, la quarantaquattresima edizione del Festival di Castrocaro Terme – Voci & Volti nuovi, assieme ad Amadeus e Tosca D'Aquino.
Nel 2004 è su Rai 2, tra i concorrenti della prima edizione del reality show La Talpa. Nello stesso anno posa senza veli per il calendario di For Men Magazine, in una scenografia western. Il 1º maggio del 2005 presenta per Rai 2 la seconda edizione del Concerto per l'Europa Unita, registrato in Piazza dell'Università a Catania. Nel dicembre 2006 partecipa al musical Canto di Dickens con Barbara Chiappini, Lory Del Santo, Manila Nazzaro, con la regia di Francesco Martinelli, nella Basilica di Andria. Dal 2005, parallelamente alla nascita del primo figlio, prende parte a numerose trasmissioni televisive per le reti Rai e Mediaset solamente nelle vesti di ospite e opinionista, fra cui Verissimo, Satyricon, Festa italiana, L'Italia sul 2, Le amiche del sabato, Domenica Cinque, Unomattina, Porta a Porta, L'Arena. In particolar modo, è per diverse stagioni nel gruppo di opinionisti fissi di Mattino Cinque e nella stagione televisiva 2013-2014 in quello de La vita in diretta.
Nel novembre del 2012 pubblica il suo primo libro intitolato Adesso parlo io! La parola ai bambini, con una prefazione scritta da Enrico Brignano. Nel 2013 torna alla conduzione presentando assieme al professore Roly Kornblit il programma Come mi voglio, in onda su Canale Italia 83. L'8 marzo 2014, coltivando la sua passione ed esperienza per il mondo della maternità e dei bambini, inaugura il suo blog interamente dedicato al mondo dei bambini www.ilovebimbo.com, operativo sino al 2020. Nello stesso anno è protagonista del videoclip del brano di Luca Seta Siediti qui. Prende parte anche al videoclip del brano del cantautore Marco Santilli intitolato Solo con te, pubblicato il 5 marzo 2016. Dal 30 gennaio al 28 marzo 2017 prende parte come concorrente alla dodicesima edizione del reality show L'isola dei famosi, condotto da Alessia Marcuzzi su Canale 5, venendo eliminata nel corso della nona puntata con il 72% dei voti. Il 5 luglio dello stesso anno conduce dall'Arena del Mare di Salerno la settima edizione del Premio Sinfonie d'autore, trasmesso in diretta dal canale Sky 940. Dall’11 al 22 dicembre 2017 presenta su Canale 5 il programma pomeridiano Le ricette di Natale - A prova di chef, con la partecipazione dello chef Roberto Valbuzzi. A novembre 2020 diventa concorrente ufficiale del Grande Fratello VIP 5, entrando a gioco iniziato, venendo eliminata durante la semifinale al televoto contro Stefania Orlando con il 21% delle preferenze.

## Vita privata
A vent'anni sposò Pierfrancesco Micara ma divorziò dopo poco. Nel 1998 iniziò una relazione sentimentale con l'attore Leonardo Pieraccioni, conclusasi dopo due anni e mezzo. Nel 2000 si legò sentimentalmente al calciatore Filippo Inzaghi, ma la relazione durò pochi mesi.
Intorno al 2003 ebbe una storia di un anno e mezzo con l'imprenditore Alessandro Benetton.
Nel 2002 il direttore di Tivù Tabù ha perso la causa intentata dalla show-girl alla rivista, rea di aver pubblicato alcune sue foto di nudo inserite in un contesto di fotografie e servizi volgari senza l'autorizzazione dell'interessata. 
Si è sposata a Terni il 1º luglio 2005 con l'ingegnere Luca Barbato, dal quale si è separata un anno più tardi dopo aver avuto da lui un figlio, Brando. Nel 2014 dichiara di essere ritornata insieme al padre di suo figlio. Nel 2015 lo ha risposato.

## Programmi televisivi
- Donna sotto le stelle (Rai 1, 1987-1992; Canale 5, 1993-2003) - modella
- Svalutation (Rai 1, 1992) - modella
- Modapolis (Italia 1, 1993) – inviata
- Più di così (Odeon, Cinquestelle, 1993)
- Bellissima (Canale 5, 1993) - giurata
- Jammin (Italia 1, 1994-1995)
- 8 mm (Italia 1, 1995)
- Chi c'è... c'è (Rete 4, 1996-1997)
- Capolinea (Italia 1, 1997)
- Kermesse (Rai 1, 1997)
- Bazar (Cine-Cinema 1, Cine-Cinema 2, 1997-1998)
- Cinque minuti con Samantha... (Canale 5, 1998)
- Tappeto volante (Telemontecarlo, 1998-1999) – co-conduttrice
- Sette per uno (Rai 1, 1999) – co-conduttrice
- Candid Camera Show (Italia 1, 1999-2000)
- Candid Angels (Italia 1, 2000-2001)
- Express on The beach (Italia 1, 2000)
- Beach Party (Italia 1, 2000)
- Trenta ore per la vita (Italia 1, 2000)
- Candid & Video Show (Italia 1, 2000)
- Beach Soccer (Italia 1, 2001)
- 44º Festival di Castrocaro (Rai 1, 2001)
- In Tour (Italia 1, 2002)
- La talpa (Rai 2, 2004) – concorrente
- 2º Concerto per l'Europa unita (Rai 2, 2005)
- Zecchino d'Oro (Rai 2, 2010) – giurata
- 7º Premio Città di Monopoli (Canale 7, 2011)
- Come mi voglio (Canale Italia, 2013)
- L'isola dei famosi 12 (Canale 5, 2017) – concorrente
- 7º Premio Sinfonie d'autore (Sky 940, 2017)
- Le ricette di Natale - A prova di chef (Canale 5, 2017)
- Grande Fratello VIP 5 (Canale 5, 2020-2021) – concorrente

## Filmografia

### Cinema
- Ragazzi della notte , regia di Jerry Calà (1995)

### Tv
- I misteri di Cascina Vianello – miniserie TV, episodio 2 (1997)
- Cuori rubati – serial TV, 3 episodi (2002)

## Videoclip
- Siediti qui di Luca Seta (2014)
- Solo con te di Marco Santilli (2016)

## Pubblicità
- Società Autostrade - Campagna Disagi di agosto (1987)
- Calze Filodoro (1990)
- Cioccolato Duplo Ferrero (1990)
- Pasta all'uovo Emiliane Barilla (1993)
- Deodorante Lycia Persona (1994)
- Consorzio Gongorzola Novara (2001)

## Libri
- Samantha de Grenet, Adesso parlo io! La parola ai bambini, Edicart, 2012, ISBN 978-88-4744-7141.